# Сиган
Сиган (Siganus) — рід окунеподібних риб монотипової родини Сиганові (Siganidae).

## Опис
Сигани це невеликі риби, що зустрічаються на коралових рифах Індійського і Тихого океану. Неагресивні травоїдні риби, мають сильні отруйні залози на плавниках. Вони є близькими родичами риби-хірурга. Всіх сиганів об'єднує красиве яскраво-строкатае забарвлення, що характерно для більшості мешканців коралового рифу. Вони виростають до 40 см завдовжки. Очі великі, темні. Тіло, як правило, високе і сильно стисле з боків. Деякі види мають сильно витягнуту морду. Рот маленький. Оскільки це травоїдні риби, що харчуються виключно водоростями, то наявність величезної пащі для них необов'язкова умова.

## Спосіб життя
Деякі види воліють самотність серед скель, але більшість сиганових тримаються невеликими зграйками. Всі вони ведуть денний спосіб життя і з настанням темряви ховаються в затишні місця.
Всі сигани — полохливі рибки. За свій сором'язливий характер вони отримали прізвисько «кролики». Саме слово «Siganus» в перекладі з латинської мови означає «кролик». Але на відміну від наземного ссавця у цих рибок є страшна зброя самооборони, яку вони пускають в хід, перебуваючи в безвихідній ситуації. Це отруйні шипи, розташовані в плавниках. Отруйні залози виділяють не смертельну, для дорослої людини, отруту, але укол дуже болісний.

## Значення
Відомо точно, що ще з часів Стародавнього Риму сигани були відомі жителям Європи, яких заворожувала зовнішня краса риб. Сигана тримали як прикрасу у великих громадських акваріумах. Практика утримання сиганових в неволі дійшло і до наших днів. Їх можна зустріти в багатьох морських акваріумах і, навіть, у приватних акваріумістів-аматорів, які не побоялися вколотися об гострі шипи під час чищення «банки».
Деякі види сиганових представляють певний гастрономічний інтерес, особливо в тропічних країнах, де їх подають у смаженому, в'яленому або сушеному вигляді. Правда, в деяких випадках вживання риби може викликати сігуатеру — хворобу, спровоковану біологічною отрутою сігуатоксином.

## Види
Рід містить 29 видів:
- Siganus argenteus Quoy & Gaimard, 1825
- Siganus canaliculatus M. Park, 1797
- Siganus corallinus Valenciennes, 1835
- Siganus doliatus Guérin-Méneville, 1829
- Siganus fuscescens Houttuyn, 1782
- Siganus guttatus Bloch, 1787
- Siganus insomnis Woodland & R. C. Anderson, 2014[1]
- Siganus javus Linnaeus, 1766
- Siganus labyrinthodes Bleeker, 1853
- Siganus lineatus Valenciennes, 1835
- Siganus luridus Rüppell, 1829
- Siganus magnificus G. H. Burgess, 1977
- Siganus niger Woodland, 1990
- Siganus puelloides Woodland & Randall, 1979
- Siganus puellus Schlegel, 1852
- Siganus punctatissimus Fowler & B. A. Bean, 1929
- Siganus punctatus Schneider & Forster, 1801
- Siganus randalli Woodland, 1990
- Siganus rivulatus Forsskål, 1775
- Siganus spinus Linnaeus, 1758
- Siganus stellatus Forsskål, 1775
- Siganus sutor Valenciennes, 1835
- Siganus trispilos Woodland & G. R. Allen, 1977
- Siganus unimaculatus Evermann & Seale, 1907
- Siganus uspi Gawel & Woodland, 1974
- Siganus vermiculatus Valenciennes, 1835
- Siganus virgatus Valenciennes, 1835
- Siganus vulpinus Schlegel & J. P. Müller, 1845
- Siganus woodlandi Randall & Kulbicki, 2005